# Traveling Wilburys
A Traveling Wilburys brit–amerikai együttes, mely 1988 és 1991 közötti működése során két lemezt adott ki. Eredetileg egy dalt akartak rögzíteni, amiből később egy teljes album lett. Első lemezük megjelenése után nem sokkal Roy Orbison elhunyt, a következő albumot már nélküle rögzítették, amely már nem bizonyult olyan sikeresnek mint az első.

## Tagok
- "Nelson Wilbury" – George Harrison
- "Otis Wilbury" – Jeff Lynne
- "Lefty Wilbury" – Roy Orbison
- "Charlie T. Wilbury, Jr." – Tom Petty
- "Lucky Wilbury" – Bob Dylan

A dobos Jim Keltner neve nem szerepelt egyik albumon sem, azonban az együttes minden videóján szerepel. Ő a "Buster Sidebury" becenevet kapta.

## Diszkográfia

### Albumok
- Traveling Wilburys Vol. 1 (1988)
- Traveling Wilburys Vol. 3 (1990)

### Kislemezek
- Handle With Care (1988)
- End Of The Line (1989)
- Nobody's Child (1990)
- She's My Baby (1990)
- Wilbury Twist (1991)

### Válogatás
- The Traveling Wilburys Collection (2007)

## Fordítás
- Ez a szócikk részben vagy egészben  a   Traveling Wilburys című angol Wikipédia-szócikk fordításán alapul.  Az eredeti cikk szerkesztőit annak laptörténete sorolja fel. Ez a jelzés csupán a megfogalmazás eredetét és a szerzői jogokat jelzi, nem szolgál a cikkben szereplő információk forrásmegjelöléseként.